# Pierre Perrier (tiratore)
Pierre Perrier (... – 1925) è stato un tiratore a volo francese.

## Carriera
Partecipò alle Olimpiadi 1900 di Parigi dove arrivò ventiseiesimo nella gara di fossa olimpica.